# Sordin
För musikalbumet med John Holm, se Sordin (musikalbum).

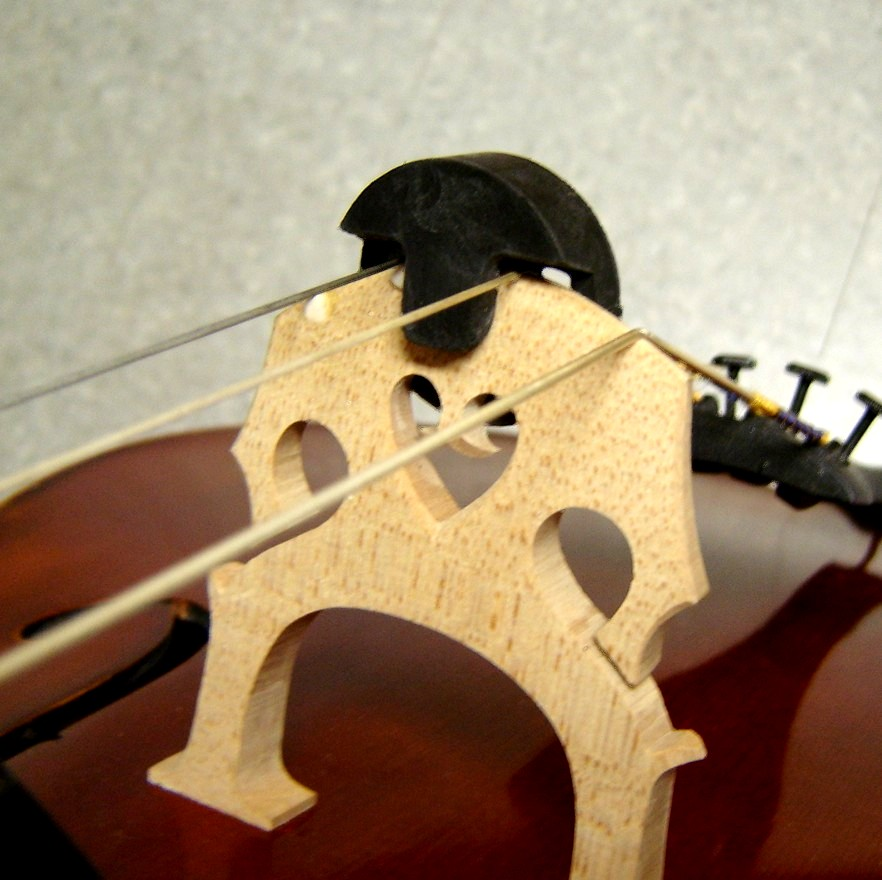
Sordin av gummi på en cello. Sordinen träs på strängarna mellan stallet och stränghållaren och kan dras av från stallet när den inte används.

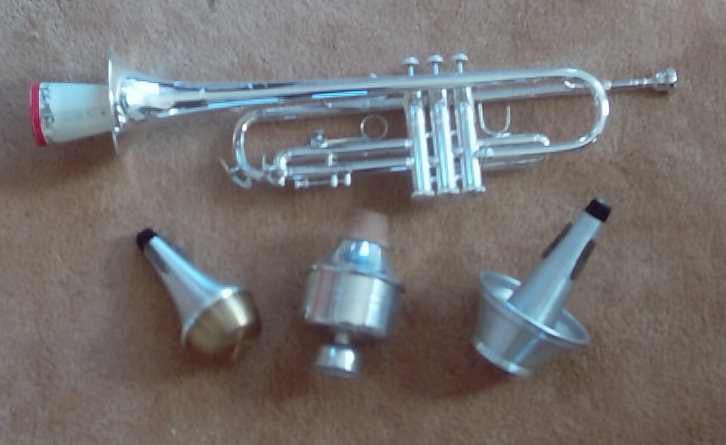
Trumpet med några olika typer av sordiner.

En sordin (efter italienska sordino, efter sordo, 'döv', 'dov') är en anordning för att skapa en dämpad klang hos ett musikinstrument. Huruvida man använder den beror på om man vill ha dämpat ljud eller inte – användning är alltså inte självklar. Oftast så används den inte.
- Hos mässinginstrumenten är sordinen en kon av metall, papp eller något annat material - se bleckblåssordin.
- Hos stråkinstrumenten är sordinen ett mindre föremål av trä eller gummi som placeras på stråkinstrumentets stall. Speciella övningssordiner, eller nattsordiner, är av metall, och gjorda för att dämpa ljudet så mycket som möjligt.
- Pianot kan sordineras genom att dess vänstra pedal trycks ned. En del pianon har en tredje pedal mellan de två vanliga. Denna dämpar ljudet mer än den vänstra pedalen, och brukar kallas "nattpedal".
- Slagverk kan sordineras genom att en duk läggs över skinnet.